# Lauren Mayberry

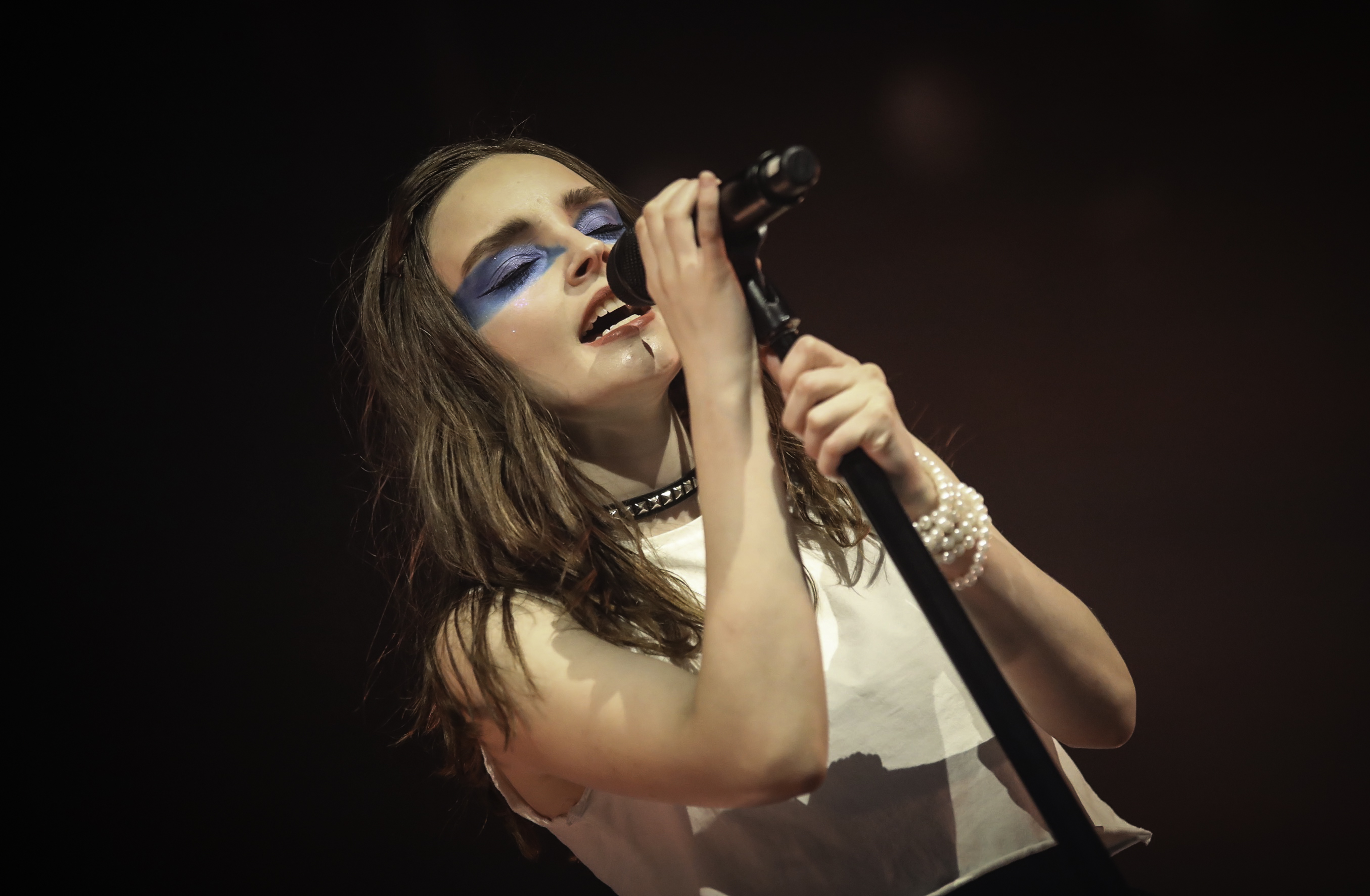
Lauren Mayberry

Lauren Eve Mayberry (* 7. Oktober 1987) ist eine schottische Sängerin, Musikerin und Songwriterin. Sie ist Sängerin und Perkussionistin der schottischen Popband Chvrches. Bei Chvrches schreibt und produziert Mayberry gemeinsam mit Iain Cook und Martin Doherty die Songs und singt als Leadsängerin. Sie spielt auch Schlagzeug und Keyboard.

## Frühes Leben und Ausbildung
Mayberry wurde 1987 in Thornhill, Stirling, geboren. Sie spielt seit ihrer Kindheit Klavier und seit ihrer Jugend Schlagzeug.
Mayberry besuchte die Beaconhurst School (heute bekannt als Fairview International School), eine unabhängige Schule in Bridge of Allan. Als Auslandsstudentin lebte sie auch in Gladstone, Illinois. Nach Abschluss eines vierjährigen Jurastudiums an der University of Strathclyde erwarb sie 2010 einen Master-Abschluss in Journalismus. Daraufhin arbeitete sie als freiberufliche Journalistin und Produktionsleiterin. Von 2009 bis 2010 war sie Mitarbeiterin der britischen Musik-Website The Line of Best Fit.

## Musikalische Karriere

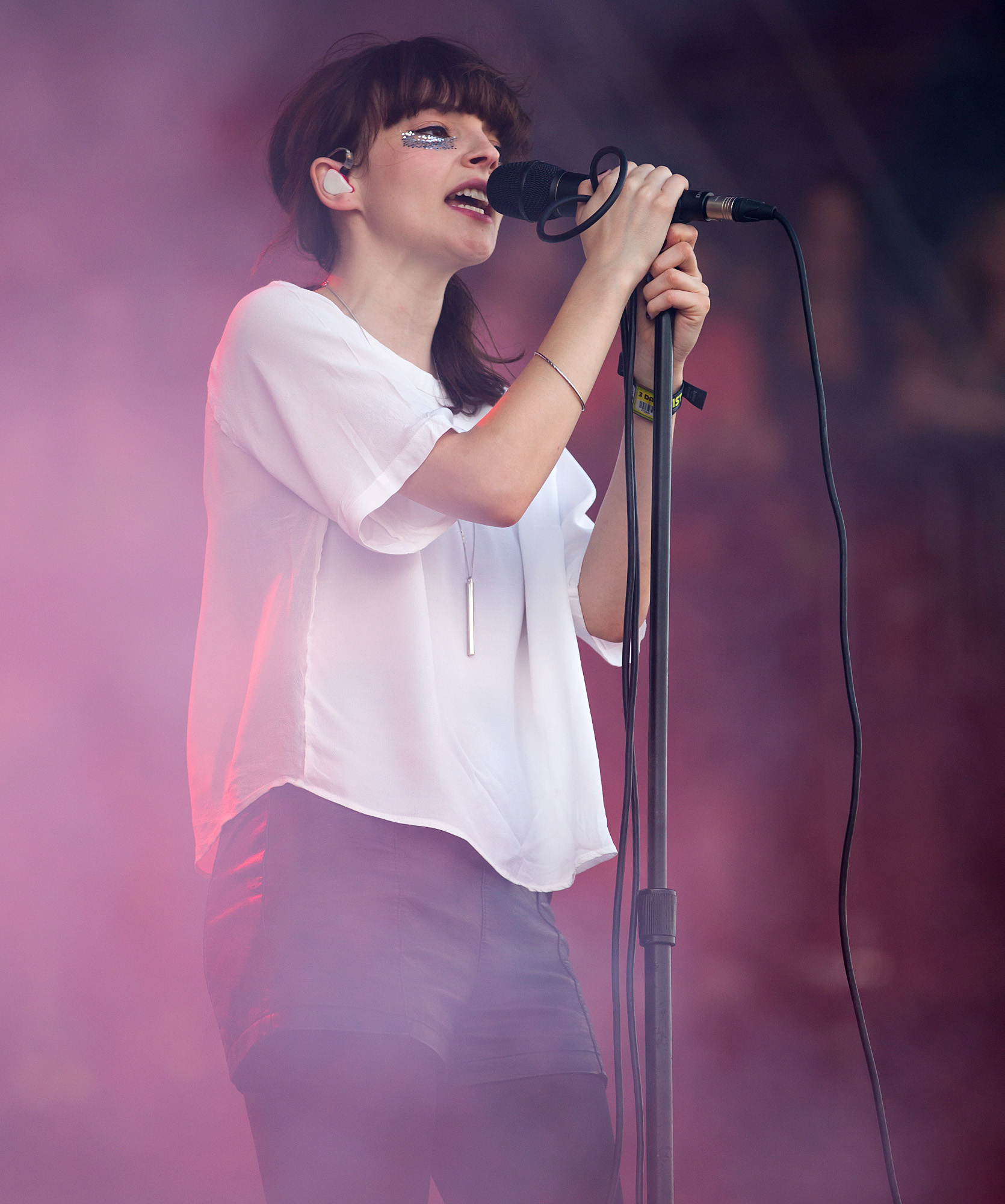
Lauren Mayberry in Austin, Texas (2014)

Von ihrem 15. bis 22. Lebensjahr spielte sie Schlagzeug in verschiedenen Bands. Vor Chvrches war Mayberry an zwei lokalen Bands beteiligt, Boyfriend/Girlfriend und Blue Sky Archives. Bei Blue Sky Archives war sie Sängerin und spielte Schlagzeug und Keyboard. Als Mitglied der Blue Sky Archives coverte Mayberry auch den Rage-Against-the-Machine-Song „Killing in the Name“, der als Single veröffentlicht wurde.
Im September 2011 produzierte Iain Cook von Aereogramme und The Unwinding Hours die Triple A-Side EP von Blue Sky Archives. Cook startete mit seinem Freund Martin Doherty ein neues Projekt und bat Mayberry, bei einigen Demos zu singen.  Sieben oder acht Monate lang schrieben sie zusammen in einem Kellerstudio in Glasgow. Cook, Mayberry und Doherty beschlossen, eine neue Band zu gründen, nachdem sich die Sessions als erfolgreich erwiesen hatten. Die Band wählte den Namen Chvrches und verwendete ein römisches „v“, um sich bei Internetsuchen von tatsächlichen Kirchen zu unterscheiden.
2013 unterschrieb die Band bei Glassnote Records, nachdem sie 2012 die Titel „Lies“ und „The Mother We Share“ veröffentlicht hatte. Ihre Debüt-EP „Recover“ wurde 2013 veröffentlicht. Am 20. September 2013 veröffentlichte die Band ihr Debütalbum The Bones of What You Believe.
Mayberry hat mit Künstlern wie Marshmello, Death Cab For Cutie, Bleachers, The National, der Leadsängerin von Paramore, Hayley Williams, und dem Frontmann von The Cure, Robert Smith, zusammengearbeitet.
Im Jahr 2023 wurde bekannt gegeben, dass Mayberry erstmals Solomaterial veröffentlichen würde, das später im Jahr in einer USA- und Europa-Tournee vorgestellt werden würde. Am 1. September 2023 veröffentlichte sie ihre erste Solo-Single „Are You Awake?“. Am 10. Oktober 2023 folgte die Single „Shame“.

## Aktivismus und Philanthropie

### Feminismus und Frauenrechte

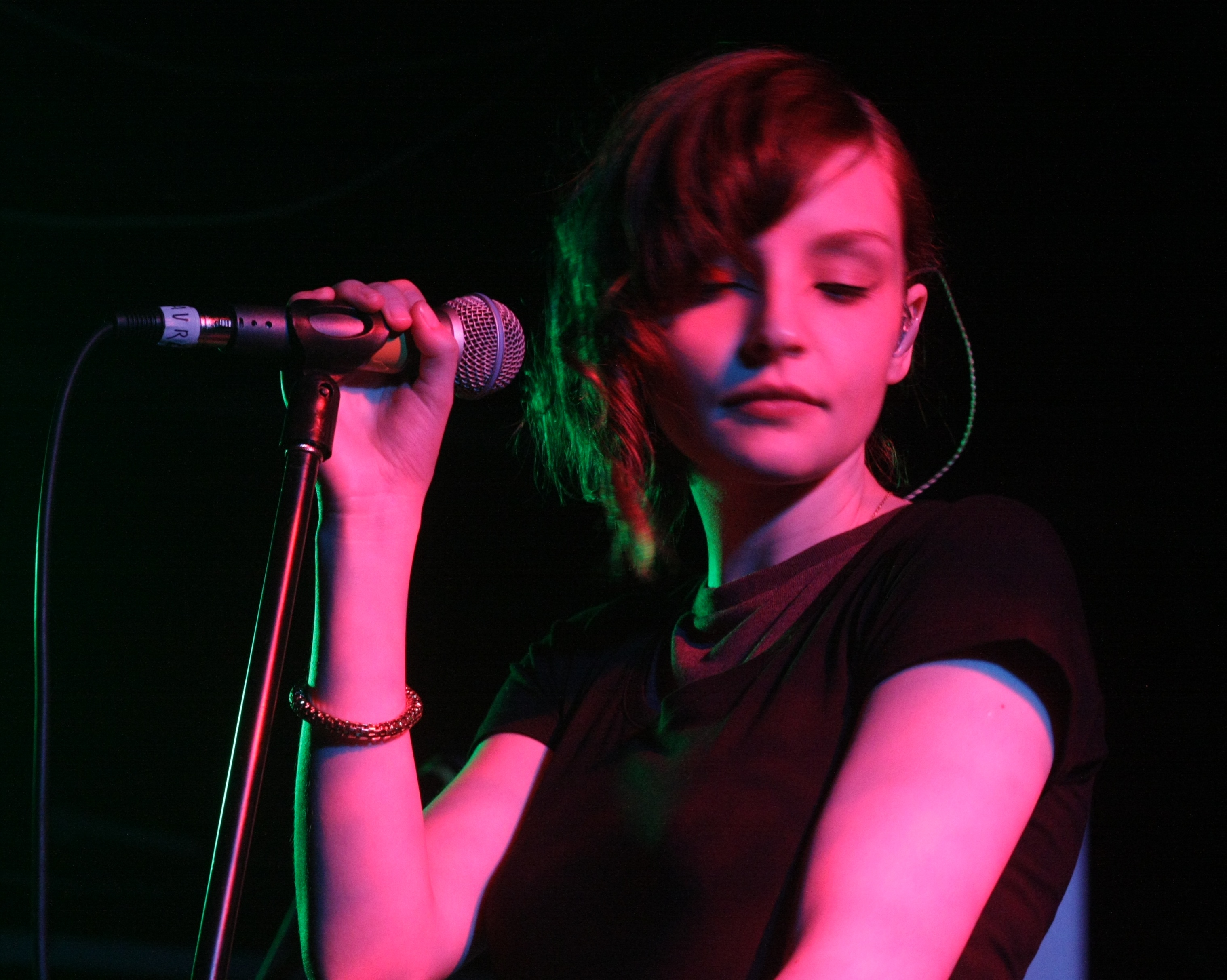
Lauren Mayberry in London (2012)

Mayberry ist eine Feministin und Gründerin von TYCI, einem feministischen Kollektiv in Glasgow. Zu ihrer Arbeit für die Organisation gehören schriftliche Beiträge für das Online-Magazin und den Blog, und sie ist regelmäßig in TYCI-Podcasts zu hören. Die Gruppe veranstaltet auch Live-Events, bei denen Geld für Wohltätigkeitsorganisationen wie Glasgow Women's Aid gesammelt wird.

Im September 2013 schrieb Mayberry einen Artikel für den Guardian als Reaktion auf frauenfeindliche Nachrichten, die sie online erhielt. Sie schrieb:
"What I do not accept ... is that it is all right for people to make comments ranging from 'a bit sexist but generally harmless' to openly sexually aggressive. That it is something that 'just happens'. Is the casual sexual objectification of women so commonplace that we should all just suck it up, roll over and accept defeat? I hope not. Objectification, whatever its form, is not something anyone should have to 'just deal with'."
"Was ich nicht akzeptiere ... ist, dass es in Ordnung ist, wenn Leute Kommentare abgeben, die von „ein bisschen sexistisch, aber im Großen und Ganzen harmlos“ bis hin zu offen sexuell aggressiv reichen. Dass es etwas ist, das „einfach passiert“. Ist die beiläufige sexuelle Objektivierung von Frauen so alltäglich, dass wir sie alle einfach aufsaugen, uns umdrehen und eine Niederlage hinnehmen sollten? Ich hoffe nicht. Objektivierung, egal in welcher Form, ist nicht etwas, mit dem sich irgendjemand „einfach befassen“ muss."
Sie diskutierte das Thema erneut in einem Talks at Google-Beitrag im Jahr 2014 und auf Channel 4 News, nachdem sie aggressive Reaktionen auf das Video der Band zu „Leave a Trace“ erhalten hatte.
Mayberry ist Schirmherrin von Rape Crisis Glasgow und engagiert sich mit anderen Organisationen wie Water Aid, The Yellow Bird Project, Wild Aid und Plus 1 und spendet einen Teil der Chvrches‘ Ticketverkäufe an Amnesty International. Sie war auch an Glasgows Rock School For Girls und Amy Poehlers Smart Girls beteiligt.
Im Jahr 2015 schrieb Mayberry für den „Lenny Letter“ von Jenni Konner und Lena Dunham über eine missbräuchliche persönliche Beziehung. Im Dezember 2016 nahm Mayberry mit Carly Rae Jepsen, Lorde und Charli XCX an einer Spendenshow für die Ally Coalition teil, einer von Jack Antonoff gegründeten Organisation, um Geld für obdachlose LGBT-Jugendliche zu sammeln.

### Politik der Vereinigten Staaten
Mayberry war eine Kritikerin der Trump-Regierung und führte seine Präsidentschaft auf den Anstieg des weltweiten Aktivismus für soziale Belange zurück. Sie nannte ihn „einen ungestraften Sexualstraftäter im Amt“ und bezog sich dabei auf die gemischte Reaktion der Menge auf einen Trump-Witz, den sie bei einem Konzert erzählte. Mayberry: „Man kann nicht sagen, dass man ihn nicht für einen Rassisten hält. Man kann nicht sagen, dass man ihn nicht für einen Sexisten hält. Man kann nicht sagen, dass man ihn nicht für transphob und homophob hält, weil er uns gezeigt hat, wer er ist.“

## Privates
Seit 2020 lebt Mayberry in Los Angeles.
Mayberry und der Schauspieler Justin Long haben sich gemeinsam an mehreren philanthropischen Aktivitäten beteiligt, darunter die Ausrichtung einer Benefizveranstaltung für eine Varieté-Varieté-Feier im Fonda Theatre in Los Angeles und eine gemeinsame Reise nach Nicaragua, um ein Frauenhaus zu besuchen.
Im Jahr 2019 lernte Mayberry ihren jetzigen Freund Samuel Stewart kennen, als seine Band Lo Moon als Vorgruppe für CHVRCHES auftrat. Sam ist der Sohn von Dave Stewart.

## Diskografie
Solo
- 2023: Are You Awake?
- 2023: Shame
- 2024: Change Shapes
- 2024: Vicious Creature (Album)

Mit Boyfriend/Girlfriend
- 2007: Kill Music EP
- 2008: Optimism EP

Mit Blue Sky Archives
- 2010: Blue Sky Archives EP
- 2011: Plural EP
- 2011: Killing in the Name
- 2012: Triple A-Side EP

Mit Chvrches
- 2013: The Bones of What You Believe
- 2015: Every Open Eye
- 2018: Love Is Dead
- 2021: Screen Violence